# Dieter Wittesaele
Dieter Wittesaele (Oostende, 21 januari 1989) is een Belgische voetballer die als aanvaller fungeert.

## Carrière
Hij kwam in de zomer van 2007 over van Cercle Brugge naar KAA Gent, nadat hij amper één wedstrijd in Eerste klasse had gespeeld. De Belgische ex-jeugdinternational ondertekende een contract tot 2009 bij de Buffalo's, maar daar kon niet doorbreken. Na één seizoen verliet hij Gent en tekende een tweejarig contract bij FCV Dender EH, waar hij wél een basisplaats kon versieren. Wittesaele scoorde in het seizoen 2008/09 zes doelpunten in de Jupiler Pro League.
Na de degradatie van Dender uit de hoogste klasse trok hij in de zomer van 2009 naar tweedeklasser KV Oostende, waar hij een contract van twee seizoenen ondertekende. Amper een jaar later verkaste hij naar derdeklasser KFC Izegem, waar hij vier jaar speelde. Wittesaele speelde nadien nog voor KVK Westhoek, KSK Vlamertinge, KVC Wingene en KSV Bredene.